# Élections constituantes de 1946 dans la Loire-Inférieure
Les élections constituantes françaises de 1946 se tiennent le 2 juin. Ce sont les deuxièmes élections constituantes, après le rejet du projet de Constitution française du 19 avril 1946 lors du référendum du 5 mai.

## Mode de scrutin
L'assemblée constituante est composée de 586 sièges pourvus au scrutin proportionnel plurinominal suivant la règle de la plus forte moyenne dans chaque département, sans panachage ni vote préférentiel.
Dans le département de la Loire-Inférieure, huit députés sont à élire.

## Élus
| Député sortant            | Parti | Parti   | Député élu ou réélu       | Parti | Parti   |
| ------------------------- | ----- | ------- | ------------------------- | ----- | ------- |
| Henri Gouge               |       | PCF     | Henri Gouge               |       | PCF     |
| Clovis Constant           |       | SFIO    | Jean Martineau            |       | MRP     |
| Jean Guitton              |       | SFIO    | Jean Guitton              |       | SFIO    |
| Édouard Moisan            |       | MRP     | Édouard Moisan            |       | MRP     |
| André Morice              |       | Rad-soc | André Morice              |       | Rad-soc |
| Louis Audibert            |       | PRL     | René Dubois               |       | PRL     |
| Olivier de Sesmaisons     |       | PRL     | Olivier de Sesmaisons     |       | PRL     |
| Jacques Chombart de Lauwe |       | PRL     | Jacques Chombart de Lauwe |       | PRL     |

## Résultats

### Résultats à l'échelle du département
| Parti    | Parti    | Tête de liste             | Résultats | Résultats | Sièges |  |
| Parti    | Parti    | Tête de liste             | Voix      | %         |        |  |
| -------- | -------- | ------------------------- | --------- | --------- | ------ |  |
|          | PRL      | Jacques Chombart de Lauwe | 94 297    | 28,39     | 3      |  |
|          | MRP      | Édouard Moisan            | 91 212    | 27,47     | 2 1    |  |
|          | SFIO     | Jean Guitton              | 52 478    | 15,80     | 1 1    |  |
|          | PCF      | Henri Gouge               | 41 768    | 12,58     | 1      |  |
|          | RGR      | André Morice              | 32 310    | 9,73      | 1      |  |
|          | UDSR-JR  | Georges Aguesse           | 20 037    | 6,03      | -      |  |
|          |          |                           |           |           |        |  |
| Inscrits | Inscrits | Inscrits                  | 413 138   | 100,00    | 8      |  |
| Votants  | Votants  | Votants                   | 338 238   | 81,87     |        |  |
| Exprimés | Exprimés | Exprimés                  | 332 102   | 98,19     |        |  |